# Свято-Алексеевская церковь (Одесса)
Свято-Алексеевский храм (храм Святого Алексия Человека Божия) — православный храм в городе Одессе. Построен в 1887—1888 годах, разрушен в 1936 году, восстановлен в 2001—2013 годах. Относится к Одесской епархии Украинской Православной Церкви.

## История
В 1884 году, по благословению епископа Херсонского и Одесского Никанора, был устроен временный молитвенный дом во имя святого Александра Невского. К его приходу были отнесены улицы Болгарская, Малороссийская, Хуторская, Сиротская, Воронцовка, Ближние Мельницы и Степовая до Конной площади включительно. Первым настоятелем стал о. Пётр Лозинский, а церковным старостой летом 1885 года избрали домовладельца М. М. Русского. Начался сбор пожертвований для строительства приходского храма.
Строительство храма началось в 1887 году по проекту Аркадия Тодорова. Одесский домовладелец полковник И. С. Федоровский пожертвовал на постройку 48 тысяч рублей, при смете в 35 тысяч рублей. К середине 1888 года строительство было практически закончено и 25 сентября 1888 года архиепископ Никанор совершил освящение храма во имя святого преподобного Алексия, человека Божия. В разное время в церкви служили протоиереи Жураковский, Михаил Клопотов, священники Михаил Ремизов, Николай Боголюбов. При церкви действовала церковно-приходская школа, в которой по состоянию на 1905 год обучалось 150 детей. Кроме того, под покровительством храма находилось три народных, техническое и железнодорожное училища. После разрушения Спасо-Преображенского собора некоторое время был кафедральным. В 1936 году храм был закрыт и взорван.
Возрождение церкви началось в начале 1990-х, когда был зарегистрирован Алексеевский приход, который временно разместился в помещении венерологического диспансера. Весной 2001 года в Алексеевском сквере заложен новый большой храм. 30 марта 2007 года митрополит Одесский Агафангел заложил памятную капсулу в алтарной части строящегося храма, а 10 июля того же года освятил накупольные кресты. 15 сентября 2013 года митрополит Агафангел совершил освящение восстановленного храма.
По состоянию на 2019 год настоятелем храма является протоиерей Павел Полещук. В храмовый комплекс также входит храм в честь иконы Божией Матери «Достойно Есть», который когда-то был домом приходского священника, и часовня во имя святых царственных страстотерпцев. Кроме того, к церкви приписан храм в честь иконы Божией Матери «Отрада и утешение» на территории Одесского следственного изолятора.